# Proterato denticulata
Proterato denticulata is een slakkensoort uit de familie van de Eratoidae. De wetenschappelijke naam van de soort is voor het eerst geldig gepubliceerd in 1901 door Pritchard & Gatliff.